# Scombrolabracoidei
Scombrolabracoidei vormen een onderorde van de Baarsachtigen (Perciformes).

## Taxonomie
De onderorde wordt onderverdeeld in de volgende familie:
- Scombrolabracidae (Zwarte makrelen)